# Kathrin Röggla

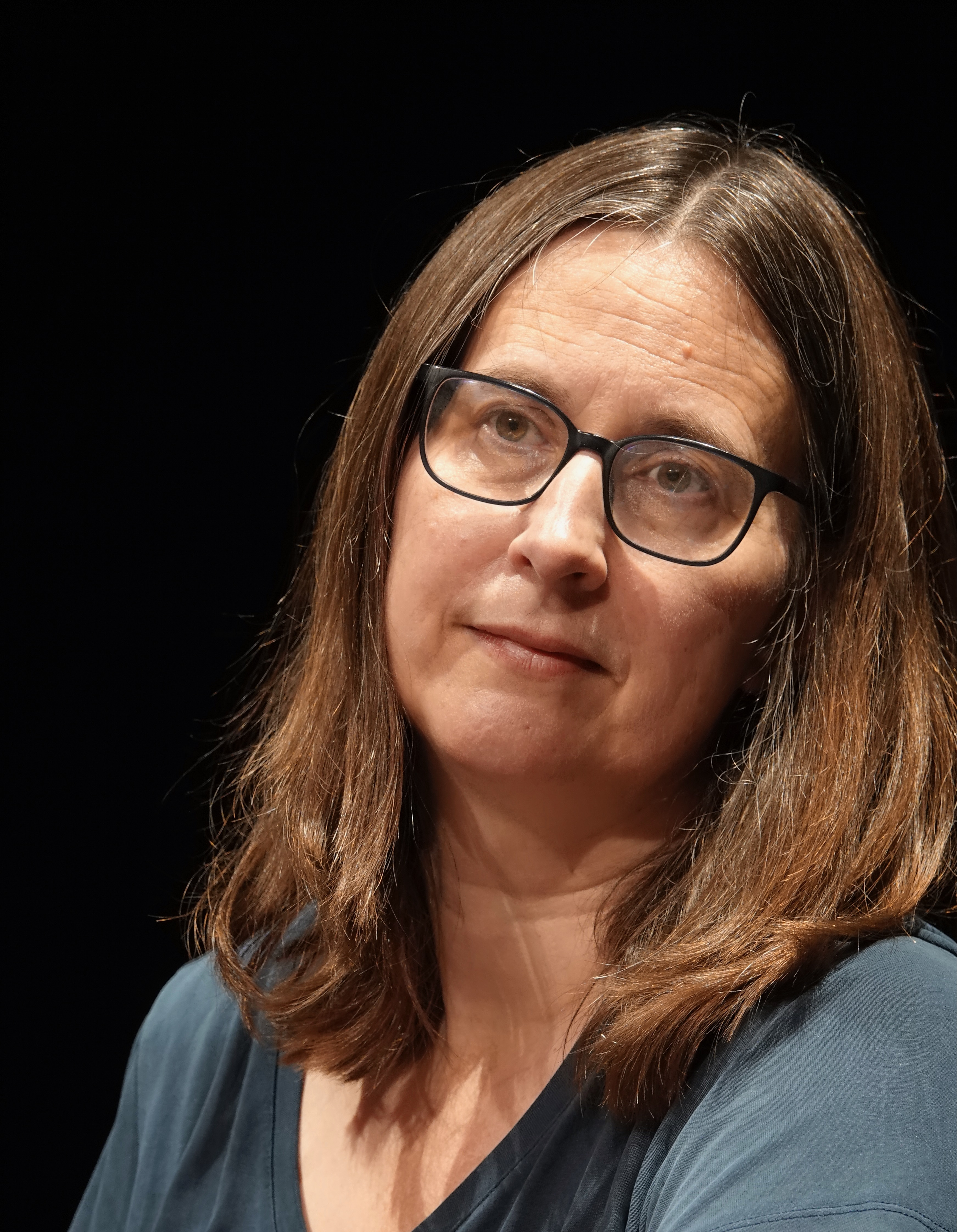
Kathrin Röggla 2023

Kathrin Röggla (* 14. Juni 1971 in Salzburg) ist eine österreichische Schriftstellerin. Sie schreibt Prosa, Hörspiele und Theatertexte.

## Leben
Röggla studierte ab 1989 Germanistik und Publizistik an der Universität Salzburg, ab 1992 in Berlin. Seit 1988 steht sie aktiv in der literarischen Öffentlichkeit, vor allem im Umfeld der Salzburger Autorengruppe, der Salzburger Literaturwerkstatt und der Literaturzeitschrift erostepost, bei der sie von 1990 bis 1992 Redaktionsmitglied war.
Seit 1990 publiziert Röggla literarisch, zunächst in Literaturzeitschriften und Anthologien. 1995 erfolgte ihre erste selbstständige Veröffentlichung niemand lacht rückwärts. Seit 1998 verfasst und produziert sie Radioarbeiten (Hörspiele, akustische Installationen, Netzradio), u. a. für den Bayerischen Rundfunk und für das Berliner Netzradiokollektiv convex tv. Seit 2002 schreibt sie auch fürs Theater.
In ihren Texten arbeitet sie laut eigenen Angaben häufig medienübergreifend, mit dokumentarischen Verfahren, mit den Mitteln der Komik und Ironie, experimentell und sprachkritisch sowie mit der Mündlichkeit der Schrift.(Quelle?)

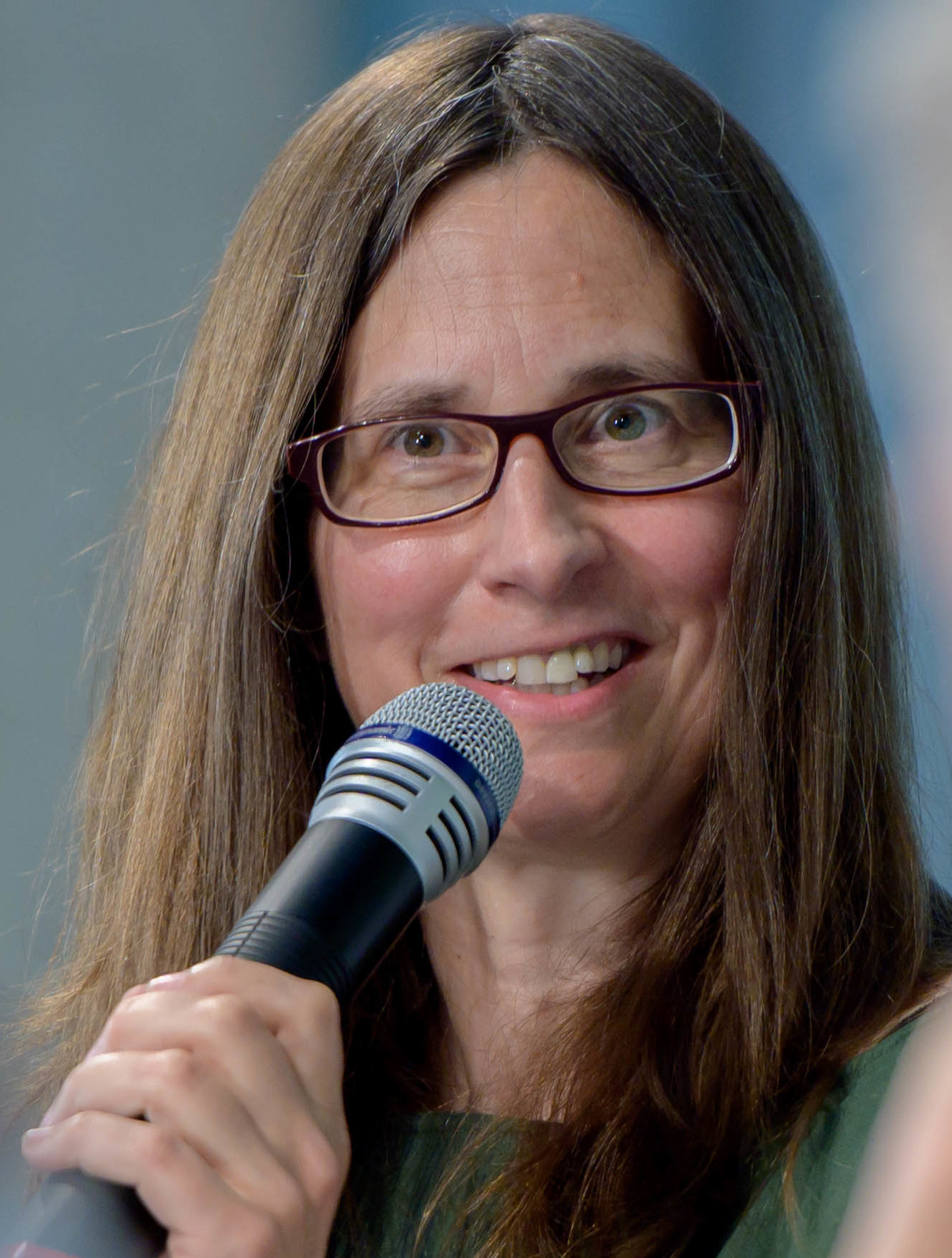
Kathrin Röggla, 2019

Ihr Theaterstück Die Beteiligten wurde am 19. April 2009 am Düsseldorfer Schauspielhaus uraufgeführt, eine medienkritische Dramatisierung der Geschehnisse nach der Selbstbefreiung von Natascha Kampusch. Sechs „Experten“-Figuren demonstrieren darin ihr Verständnis öffentlichen Interesses, das schlagartig erlischt, als der Aktualitätswert nicht mehr zieht. Kampusch erweist sich als klüger als ihre „Berater“. Die Inszenierung von Stephan Rottkamp bekam stehende Ovationen des Publikums.
Im Mai 2012 wurde Röggla als neues Mitglied in die Akademie der Künste in Berlin berufen, deren Wahl sie annahm. Eine aktive Mitgliedschaft setzt voraus, dass Künstler aktiv an den Aufgaben der Akademie mitwirken. Am 30. Mai 2015 wurde sie zur neuen Stellvertretenden Präsidentin der Berliner Akademie der Künste gewählt. Seit November 2015 ist sie Mitglied der Deutschen Akademie für Sprache und Dichtung.
2014 erhielt Röggla die von der Universität des Saarlandes eingerichtete Saarbrücker Poetikdozentur für Dramatik, in deren Rahmen sie drei öffentliche Vorträge über ihr Selbstverständnis als Dramatikerin und ihren Begriff vom Theater hielt. 2015 erschienen sie unter dem Titel Die falsche Frage im Druck. Anschließend war sie im Dezember 2014 Poet in Residence an der Universität Duisburg-Essen. Diese Poetikdozentur widmete sie dem Thema Von Zwischenmenschen, working Milieus, Parallel-Krisen und dem nicht eingelösten Futur.
2020 erhielt sie den mit 35.000 € dotierten Wortmeldungen-Literaturpreis der Crespo-Foundation für ihren Essay „Bauernkriegspanorama“, der im Herbst desselben Jahres auch vom HR2 als Hörstück inszeniert wurde. Mit der Veröffentlichung des Essays wurde auch die Buchreihe Wortmeldungen im Berliner Verbrecher Verlag begründet. Seit 2020 ist sie Professorin für „Literarisches Schreiben“ an der Kunsthochschule für Medien Köln. 2022 war sie Mitgründerin des PEN Berlin. 2023 erschien ihr Roman "Laufendes Verfahren", in dem sie den NSU-Prozess literarisch verarbeitet. In der Folge wurde ihr der Heinrich-Böll-Preis der Stadt Köln zugesprochen.
Seit Dezember 2022 ist sie Rundfunkrätin des RBB.
Kathrin Röggla wohnte von 1992 bis 2020 in Berlin-Neukölln. Seit 2020 lebt sie in Köln. Sie ist verheiratet mit dem Schauspieler, Übersetzer und Regisseur Leopold von Verschuer.

## Preise und Auszeichnungen

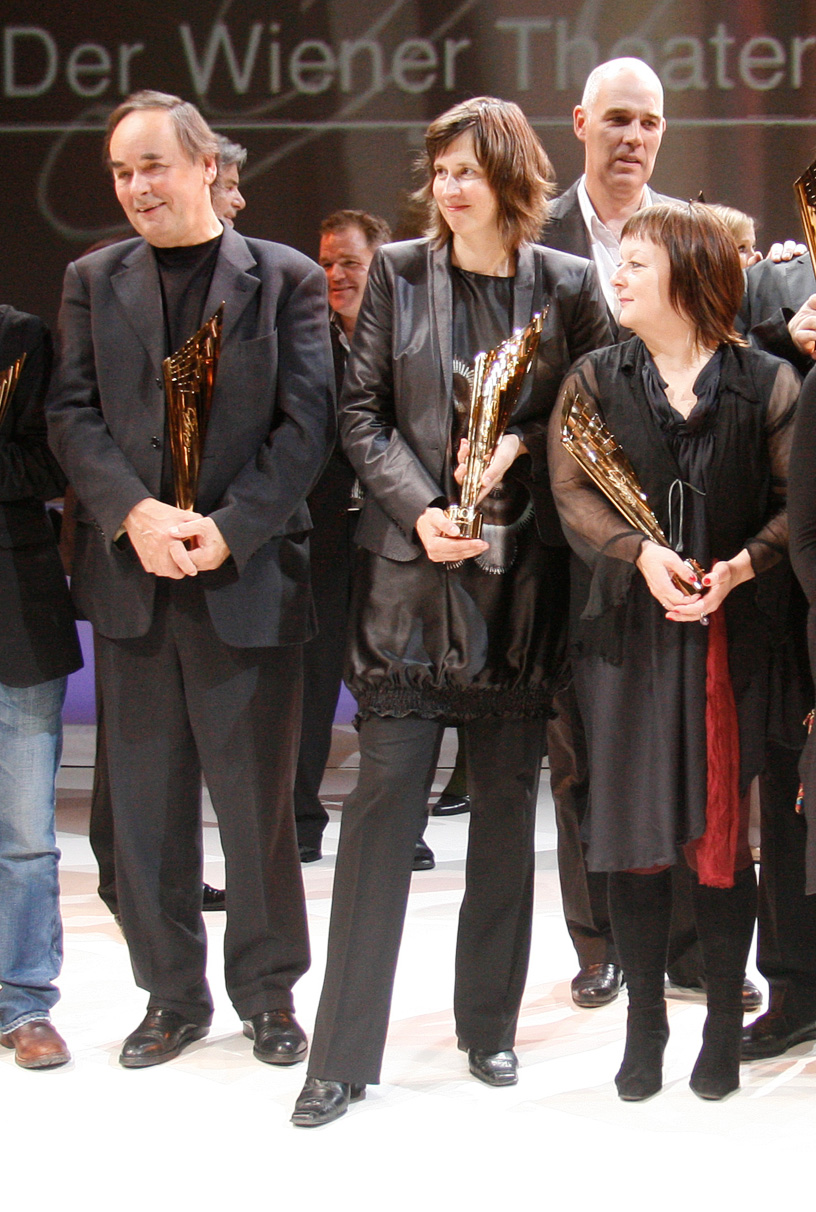
Röggla mit dem Autorenpreis des Nestroy-Theaterpreises 2010

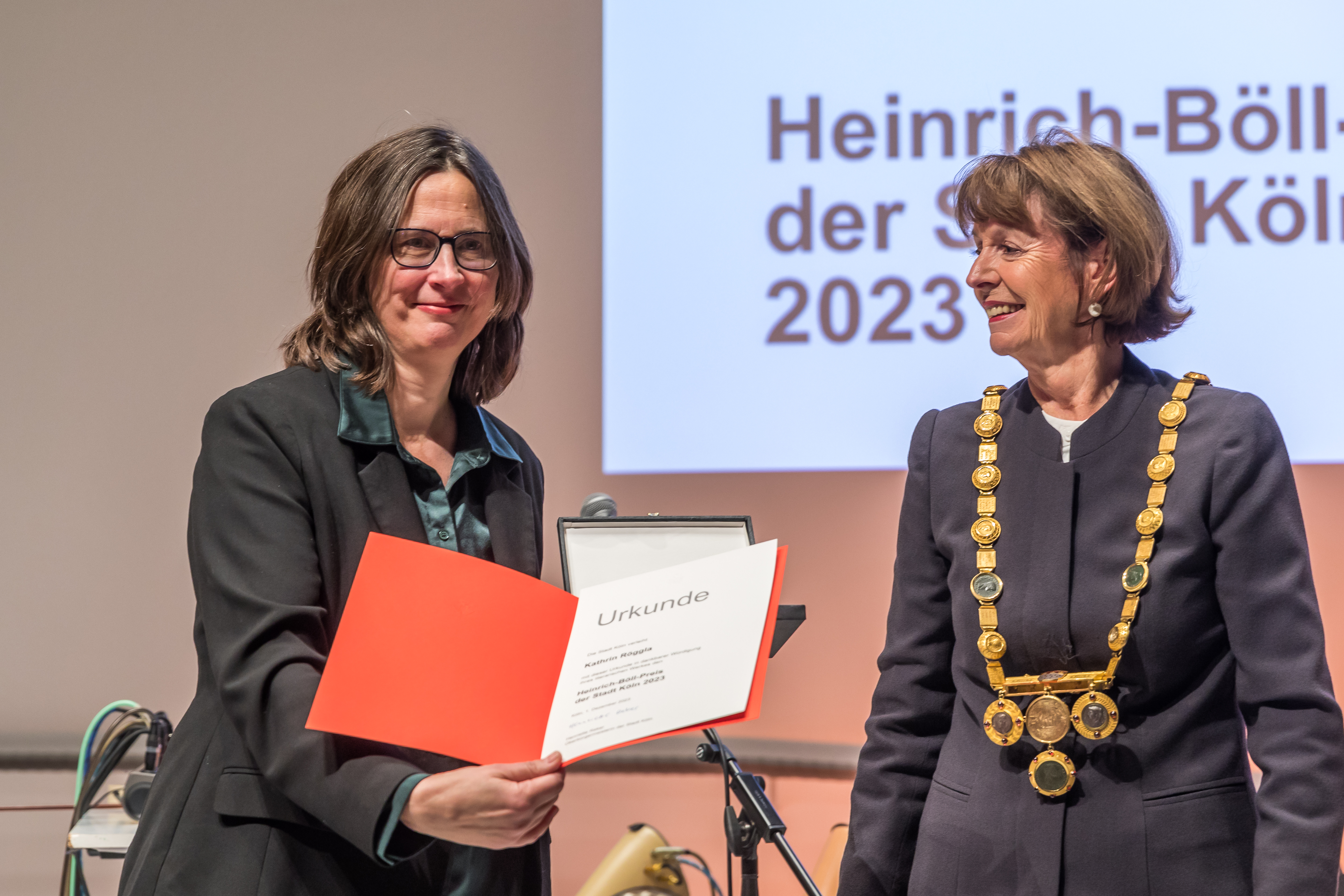
Kathrin Röggla mit der Urkunde des Heinrich-Böll-Preises 2023 zusammen mit Oberbürgermeisterin Henriette Reker

- 1992: Jahresstipendium des Landes Salzburg für Literatur
- 1993: Preis des open mike des Haus für Poesie Berlin
- 1994: Nachwuchsstipendium für Literatur des Bundesministeriums für Unterricht und Kunst
- 1995: Meta-Merz-Preis
- 1995: Reinhard-Priessnitz-Preis
- 1995: Staatsstipendium des Bundesministeriums für Wissenschaft, Forschung und Kunst
- 1997/98: Staatsstipendium für Literatur des Bundeskanzleramtes
- 2000: Stipendium Künstlerhaus Edenkoben
- 2000: kolik-Literaturpreis
- 2000: Alexander-Sacher-Masoch-Preis
- 2001: Italo-Svevo-Preis der Hamburger Blue Capital GmbH
- 2001: New York-Stipendium des Deutschen Literaturfonds
- 2004: Förderpreis zum Schiller-Gedächtnispreis und Preis der SWR-Bestenliste
- 2004: Bayern2-Wortspiele-Preis
- 2005: Internationaler Preis für Kunst und Kultur des Kulturfonds der Stadt Salzburg
- 2005: Bruno-Kreisky-Preis für das politische Buch
- 2005: Solothurner Literaturpreis
- 2008: Anton-Wildgans-Preis
- 2010: Nestroy-Theaterpreis Bestes Stück - Autorenpreis für worst case
- 2010: Franz-Hessel-Preis zusammen mit Maylis de Kerangal [17]
- 2010/11: Paderborner Gastdozentur für Schriftstellerinnen und Schriftsteller
- 2012: Mainzer Stadtschreiber [18]
- 2012: Arthur-Schnitzler-Preis [19]
- 2014: Saarbrücker Poetikdozentur für Dramatik[20]
- 2015: Buchpreis der Salzburger Wirtschaft
- 2017: Poetik-Professur an der Universität Bamberg[21]
- 2019: Translit-Professur an  der Universität Köln
- 2020: Wortmeldungen – Literaturpreis für den Kurztext bauernkriegspanaroma[22]
- 2020: Österreichischer Kunstpreis für Literatur[23]
- 2021: Franz-Nabl-Preis[24]
- 2022: Else Lasker-Schüler-Dramatikpreis[25]
- 2023: Heinrich-Böll-Preis der Stadt Köln[26]
- 2023: Deutscher Buchpreis – Longlist (Laufendes Verfahren)[27]
- 2023: Großer Kunstpreis des Landes Salzburg[28]

## Werke

### Erzählende Prosa

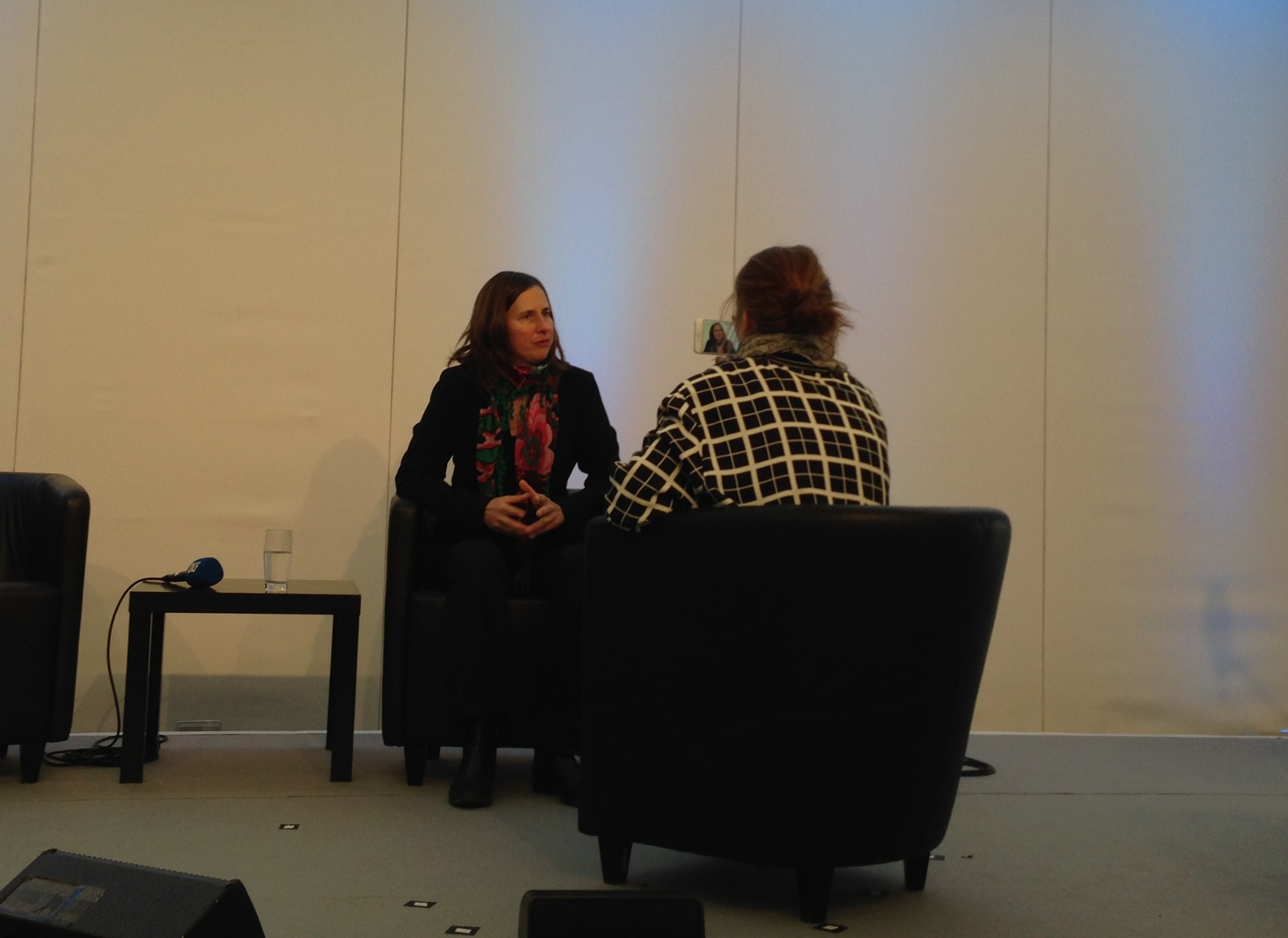
Kathrin Röggla beim „Kölner Kongress 2017“ am 11. März 2017

- Niemand lacht rückwärts. Residenz-Verlag, Salzburg 1995, ISBN 3-7017-0959-9; S. Fischer, Frankfurt am Main 2004, ISBN 3-596-15132-5.
- Abrauschen. Residenz-Verlag, Salzburg 1997, ISBN 3-7017-1078-3; S. Fischer, Frankfurt a. M. 2001, ISBN 3-596-15041-8.
- Irres Wetter. Residenz-Verlag, Salzburg 2000, ISBN 3-7017-1171-2; S. Fischer, Frankfurt a. M. 2002, ISBN 3-596-15131-7; Audiobuch ISBN 3-933199-19-0.
- nach mitte (Hypertext)
- really ground zero. 11. september und folgendes. S. Fischer, Frankfurt a. M. 2001, ISBN 3-596-15646-7.
- fake reports. S. Fischer, Frankfurt a. M. 2002, ISBN 978-3-10-066062-6; E-Book, Fischer, Frankfurt a. M. 2013, ISBN 978-3-10-402671-8.
- wir schlafen nicht. 2004.
- mit Oliver Grajewski: tokio, rückwärtstagebuch. starfruit publications, Verlag für moderne Kunst, Nürnberg 2009, ISBN 978-3-922895-20-6.
- die alarmbereiten. S. Fischer, Frankfurt am Main 2010, ISBN 978-3-10-066061-9.
- Nachtsendung: Unheimliche Geschichten. S. Fischer, Frankfurt am Main 2016, ISBN 978-3-10-002487-9.
- Der Elefant im Raum. Akademie der Künste 2019, ISBN 978-3-88331-236-1
- Laufendes Verfahren. S. Fischer, Frankfurt am Main 2023, ISBN 978-3-10-397155-2.

### Theaterstücke
- totficken. totalgespenst. topfit. Einakter. UA 20. Dezember 2003, Burgtheater (Kasino) Wien, Regie: Stephan Rottkamp
- sie haben so viel liebe gegeben, herr kinski! 2003. UA: 13. März 2004, Theater im Pumpenhaus Münster [29]
- wir schlafen nicht. 2004. UA: 7. April 2004, Düsseldorfer Schauspielhaus, Regie: Burkhard C.Kosminski
- junk space. 2004.  UA: 29. Oktober 2004, steirischer herbst / Theater am Neumarkt, Zürich, Regie: Tina Lanik
- draußen tobt die dunkelziffer. 2005. UA: 8. Juni 2005, Volkstheater Wien, Regie: Schorsch Kamerun
- worst case. 2008 UA: 11. Oktober 2008, Theater Freiburg. Regie: Leopold von Verschuer
- machthaber. 2010 UA: 3. März 2010, Schauspielhaus Wien, Regie: Daniela Kranz
- die unvermeidlichen. 2011. UA: 6. Februar 2011 im Nationaltheater Mannheim.
- NICHT HIER oder die Kunst zurückzukehren. 2011; UA: 15. September 2011 im Staatstheater Kassel.
- Kinderkriegen. 2012. UA: 12. Mai 2012 im Residenztheater München.
- Der Lärmkrieg. 2013. UA: 3. Oktober 2013 Schauspiel Leipzig, inszeniert von Dieter Boyer.
- Normalverdiener. 2017. UA: 8. Oktober 2017 E.T.A.-Hoffmann-Theater  Bamberg, inszeniert von Leopold von Verschuer[30].
- Verfahren. 2022. UA: 5. April 2022 Saarländisches Staatstheater Saarbrücken, inszeniert von Marie Bues.[31]
- Das Wasser. 2022. UA: 7. April 2022 Staatsschauspiel Dresden, inszeniert von Jan Gehler.[32]

### Essays
- die furchtbaren längen. cassavetes. In: BELLA triste, Nr. 7 (2003).
- ein anmassungskatalog für herrn fichte. In: Kultur & Gespenster 1 (2006).
- disaster awareness fair. zum katastrophischen in stadt, land und film. literaturverlag droschl, Graz 2006, ISBN 978-3-85420-711-5.
- stottern, stolpern und nachstolpern. zu einer ästhetik des literarischen gesprächs. In: Kultur & Gespenster 2 (2006), S. 98–107.
- „nicht fisch, nicht fleisch“. der essay zwischen allen stühlen. In: epd medien, 11. August 2010, Nr. 62: Dokumentation: „Forum Essay 2010 im Bayerischen Rundfunk“, S. 16–18.
- besser wäre: keine. Essays und Theater. S. Fischer, Frankfurt am Main 2013, ISBN 978-3-10-066062-6.
- Die falsche Frage. Theater, Politik und die Kunst, das Fürchten nicht zu verlernen. Saarbrücker Poetikdozentur für Dramatik. Mit einem Nachwort, hg. von Johannes Birgfeld. Theater der Zeit Verlag, Berlin 2015, ISBN 978-3-95749-012-4.
- Schreiben auf der Bühne. Embedded beim Kongo-Tribunal – ein Abschlussbericht. In: Lettre International, LI 110, Herbst 2015.[33]
- Bauernkriegspanorama [Vorwort v. Aslak Petersen u. Sandra Poppe, Nachwort v. Beate Gütschow, illustriert von Oliver Grajewski. Reihe Wortmeldungen Bd. 1], Verbrecher Verlag, Berlin 2020, ISBN 978-3-95732-450-4[34]
- Ausreden. Rausreden. Auserzählen. Abschreiben. Droschl Verlag, Graz 2022, ISBN 978-3-99059-108-6[35]
- Nichts sagen. Nichts hören. Nichts sehen. S. Fischer Verlag, Frankfurt am Main 2025, ISBN 978-3-10-397639-7.

### Hörspiele
- HOCHDRUCK / dreharbeiten, Regie: convex tv., BR Hörspiel und Medienkunst 1999.
- Selbstläufer, Regie: Barbara Schäfer, Robert Lippok, BR Hörspiel und Medienkunst 2000.
- das firmenwir, Regie: test bed, Deutschlandradio (DLR), 2001.
- nach Köln, Regie: Bernhard Jugel, BR Hörspiel und Medienkunst 2002.
- really ground zero – anweisungen zum 11. september, Regie: Ulrich Lampen, BR Hörspiel und Medienkunst 2002.
- wir schlafen nicht, Regie: Barbara Schäfer, BR BR Hörspiel und Medienkunst 2004.
- ein anmaßungskatalog für herrn fichte, mit: Stefan Merki. Regie: Barbara Schäfer. BR Hörspiel und Medienkunst 2006. Als Podcast/Download im BR Hörspiel Pool.[36]
- draussen tobt die dunkelziffer, Regie: Claude Pierre Salmony, DRS, 2006.
- Junk Space, Regie: Ulrich Lampen, BR Hörspiel und Medienkunst 2006.
- recherchegespenst, Regie: Leopold von Verschuer, Kathrin Röggla, BR Hörspiel und Medienkunst 2008.
- die alarmbereiten, mit: Dorothee Metz, Hanns Zischler, Achim Bogdahn, Imke Köhler, Susanne Affolter, Eva Brunner, Tony de Maeyer / Komposition: Bo Wiget / Regie:  Leopold von Verschuer  / BR Hörspiel und Medienkunst 2009. Hörspiel des Monats August 2009. Als Podcast/Download im BR Hörspiel Pool.[37]
- der tsunami-empfänger, mit: Linda Olsansky, Eva Brunner, Tony de Maeyer, Martin Engler, Hanns Zischler, Simone Kabst, Dominik Glaubitz, Karena Lütge, Leopold von Verschuer. Komposition: Bo Wiget, Regie: Leopold von Verschuer. BR Hörspiel und Medienkunst 2010. Als Podcast/Download im BR Hörspiel Pool.[38]
- publikumsberatung, mit Leopold von Verschuer, Franz Tröger, Hanns Zischler, Silke Buchholz u. a. Komposition: Franz Tröger, Regie: Leopold von Verschuer. BR Hörspiel und Medienkunst 2011, Hörspiel des Monats Januar 2011. Als Podcast/Download im BR Hörspiel Pool.[39]
- die unvermeidlichen, mit: Philipp Hauß, Jürgen Wink, Eva Brunner, Felix von Manteuffel, Kirsten Hartung, Bettina Kurth. Komposition: Bo Wiget, Regie: Leopold von Verschuer. BR Hörspiel und Medienkunst 2012. Als Podcast/Download im BR Hörspiel Pool.[40]
- NICHT HIER oder die Kunst zurückzukehren, Regie: Leopold von Verschuer, DKultur 2013.
- Lärmkrieg, mit: Eva Brunner, Kirsten Hartung, Martin Molitor, Henning Bochert, Ulrich Peltzer, Hanns Zischler, Dorothee Metz, Jürgen Wink, Matthias Breitenbach, Nele Rosetz, Jan Uplegger. Komposition: Bo Wiget, Regie: Leopold von Verschuer. BR Hörspiel und Medienkunst 2014. Als Podcast/Download im BR Hörspiel Pool.[41]
- Normalverdiener, mit: Martin Engler, Leslie Malton, Verena Unbehaun, Severin von Hoensbroech, Cornelius Schwalm, Heiko Scholz, Georg Scharegg, Ulrich Peltzer, Tony de Maeyer. Komposition: Bo Wiget, Regie: Leopold von Verschuer. BR Hörspiel und Medienkunst 2016. Ursendung: 3. Juli 2016. Als Podcast/Download im BR Hörspiel Pool.[42]
- Geschäftsführersitzung, mit: Valery Tscheplanowa, Anne Ratte-Polle, Bernhard Schütz u. a. Komposition: Andreas Bick, Regie: Oliver Sturm, Produktion: BR 2019.
- Verfahren, mit: Graham F. Valentine, Jan Krauter, Meriam Abbas, Astrid Meyerfeldt, Fabian Hinrichs, Victoria Trauttmannsdorf, Serkan Kaya, Regie: Hannah Georgi, Produktion: WDR&BR 2020.
- Bauernkriegspanorama, mit: Liese Lyon, Severin von Hoensbroech, Leopold von Verschuer, Trompete: Franz Hackl, Regie: Leopold von Verschuer, Produktion: HR 2020 in Kooperation mit der Crespo Foundation

### Übersetzungen
- Noi non dormiamo. l'insonnia dei precari di successo. 2005, ISBN 88-7638-015-9.
- nous ne dormons pas, Auszug aus wir schlafen nicht, Üb.: Bernard Banoun, 2005,

## Filme
- Die bewegliche Zukunft. Eine Reise ins Risikomanagement. Dokumentarfilm, Deutschland, 2012, 44 Min., Buch und Regie: Kathrin Röggla, Produktion: ZDF, Erstsendung: 18. November 2012 im ZDF, Inhaltsangabe von ZDF, online-Video.
 „Der Mainzer Stadtschreiber Literaturpreis, der mit 12.500 Euro dotiert ist, bietet den Preisträgern die Möglichkeit, für das ZDF eine Dokumentation nach freier Themenwahl zu produzieren.“
- Zwischen den Stühlen. Kathrin Röggla. Dokumentarfilm, Deutschland, 2012, 30 Min., Buch und Regie: Thomas Hocke, Produktion: 3sat, Erstsendung: 15. Dezember 2012 bei 3sat, Inhaltsangabe von 3sat, (Memento vom 17. Februar 2013 im Webarchiv archive.today).